# 朝野北水
朝野 北水（あさの ほくすい、1758年（宝暦8年）- 1830年（文政13年）頃）は、江戸時代中期の黄表紙作家で、啓蒙天学家。後半生には関東甲信越地方を遊歴し、初等的な天文暦学を庶民に講義して回った。その口述筆記された講義写本と資料は全国に所蔵される。

## 経歴
北水はもとは日本橋横山町のキセル屋で、黄表紙を数点出版した。1786年（天明6年）に刊行された『前々太平記』は、北水が自惚（うぬぼれ）山人の筆名で文章を書き、挿絵は勝川春朗（葛飾北斎の最初の画号）が描いた。江戸の深川で広斎舎という私塾を開き、文化年間の初め頃から、主に関東地方を中心に初等天文学を要領よく教えて回る旅に出た。1808年（文化5年）には、信州松代藩家老・鎌原桐山が、来訪した北水の教授法と人柄を詳しく伝えた記録を残した。
1812年（文化9年）に水戸藩の儒者吉田尚典が筆記した『天象話説記聞』は最も多くの写本が存在する。一方、『有頂天問答』は北水の物の見方・考え方が最もよく表れているとされる。
また、蛞蝓（なめくじ）老人の名で描いた、サイズ320cm×780cmに達する巨大星図が数点知られ、信州各地には、天体の動きや暦の仕組みを説明するために制作された回転ダイヤグラム教具や図表が残されている。与野（現埼玉県さいたま市）の名主で武術家だった稲垣田龍は、文政年間に北水の弟子として広斎舎に通っており、北水関連の史料をかなり蒐集した。
北水が教授した天文暦学の特徴は、伝統的な古典の教えを鵜呑みにせず、日常の経験と直感に基づき天文学を理解させる、天球模型や図表を多く用いて分かりやすく説明する、迷信や陰陽道的観念論には強く反対する、などである。そのため、北水は現代に通じる天文教育の先覚者、実践者だったと言ってよい。